# Денеб
Денеб или алфа Лабуда (лат. Deneb, α Cygni, α Cyg) је најсјајнија звезда сазвежђа Лабуд и деветнаеста најсјајнија звезда ноћног неба. Назив „Денеб“ потиче од арапске речи „dhanab“ — реп, јер се налази у репу лабуда у традиционалном приказу овог сазвежђа. Денеб је звезда северњача Марса.
Денеб је плавобели суперџин, једна од најлуминознијих звезда Млечног пута и једна од најдаљих звезда видљивих голим оком. Процена удаљености Денеба је проблематична, али је након друге ревизије података са Хипаркоса израчуната вредност од 1425 светлосних година (на основу оригиналних података је израчуната вредност од 3230 светлосних година, која се може наћи у литератури старијој објављеној пре 2008. године). Границе грешке су 1340 и 1840 светлосних година.
На основу ове удаљености, процењена луминозност Денеба је 54.400 пута већа од луминозности Сунца. Да се налази на удаљености на којој се налази Вега, Денеб би био био магнитуде -7,8, био би видљив и дању, а ноћу би бацао сенку. На основу луминозности и температуре, радијус Денеба је процењен на 108 радијуса Сунца, док мерења угаоног радијуса дају вредност стварног радијуса од 114 радијуса Сунца. За једну ротацију око своје осе, потребно му је шест земаљских месеци.
Денеб је променљива звезда, класа пулсирајућих суперџинова спектралних типова B и A је по Денебу названа α Cygni променљиве. Површина Денеба трпи нерадијалне флуктуације, што доводи до повреме промене сјаја и спектралног типа. Сјајност Денеба варира неправилно, у опсегу од ±0,04 магнитуде.
Започео је своју еволуцију пре око 10 милиона година, као звезда главног низа B или О класе, масе 15-16 маса Сунца. У језгру Денеба је престала фузија водоника у хелијум, али због удаљености од Земље није могуће тачно разумевање његовог тренутног стања — да ли је језгро угашено и Денеб еволуира ка црвеном суперџину или је започела фузија хелијума. Претпоставља се да ће у наредних неколико милиона година постати супернова.
Соларним ветром Денеб губи материјал од око 0,8 Сунчевих маса годишње, што је 100.000 пута више него Сунце.
Денеб је једно од три темена астеризма Летњи троугао (преостала два су Вега и Алтаир). Заједно са β, γ, δ и ε Лабуда гради астеризам Северни крст. Сјај емисионе маглине NGC 7000 („маглина Северна Америка“) вероватно настаје захваљујући зрачењу оближњег Денеба.

## Номенклатура
α Cygni (латинизирано у Alpha Cygni) је ознака звезде коју је дао Јохан Бајер 1603. Традиционално име Денеб потиче од арапске речи за „реп“, од фразе ذنب الدجاجة Dhanab al-Dajājah, или „реп кокошке”. IAU радна група за имена звезда је препознала име Денеб за ову звезду и оно је унето у њихов Каталог имена звезда.
Denebadigege је коришћено у Алфонсинским табелама, друге варијанте укључују Денеб Адиџе, Денебедиџеџ и Аридед. Ово последње име је изведено од Al Ridhādh, имена за сазвежђе. Јохан Бајер га је назвао Ариоф, изведено од Аридф и Ал Ридф, 'најзадњи' или Галина. Немачки песник и писац Филип Цезије га је назвао Os rosae, или Rosemund на немачком, или Uropygium – жупников нос. Називи Аридед и Аридиф су изашли из употребе.
Старије традиционално име је Аридед, од арапског ар-ридф „онај који седи иза јахача“ (или само „следбеник“), што се можда односи на друге главне звезде Лабуда, које су се звале ал-фаварис „јахачи“ .

## Галерија
- Положај Денеба у оквиру Лабуда
- Астеризам Летњи троугао